# V Bruggách
V Bruggách (v anglickém originále In Bruges) je filmový debut režiséra a scenáristy Martina McDonagha. Černá komedie o násilí, podvodech a cti. Film byl vypuštěn do kin s podtitulem "Nejdřív střílej, potom obdivuj památky". V hlavních rolích hrají Colin Farrell a Brendan Gleeson jako nájemní zabijáci a Ralph Fiennes jako jejich mafiánský boss. Děj filmu se odehrává v gotickém centru belgického města Bruggy. Světová premiéra filmu proběhla 17. ledna 2008 na Sundance Film Festival, česká premiéra pak 8. května 2008.
Snímek obdržel řadu ocenění. Colin Farrell získal Zlatý glóbus a Martin McDonagh cenu BAFTA za nejlepší původní scénář.

## Autor
Martin McDonagh je známý britský dramatik. Proslavil se zejména svými hrami, které přitahují spíše odvážné diváky se smyslem pro černý humor. Patří mezi ně například hry Osiřelý západ, Poručík z Inishmoru či Pan Polštář, které je v současnosti možné zhlédnout mj. i na prknech několika českých divadel. Ve svém filmovém debutu V Bruggách se McDonagh drží svého klasického schématu jak na tematické úrovni, tak na úrovni zpracování.

## Děj
Příběh začíná v belgickém městě Bruggy. Po jedné "prácičce" se sem na pokyn svého mafiánského šéfa Harryho ukryli dva nájemní zabijáci Ray a Ken. Každý má ale na tento pobyt jiný názor. Zatímco Ken je nadšený z okouzlujícího prostředí středověkého města, svérázný Ray dává okatě najevo své znechucení a touhu po zábavě. Děj zpestřuje spousta postranních epizodek, které však pomalu, ale jistě dávají tušit neblahý konec bruggského dobrodružství. Zásadní zlom do situace vnese Harry. Ten chce po Kenovi, aby se zbavil Raye, protože ten zpackal svůj úkol. Mezi Kenem a Rayem však stihl vzniknout jakýsi druh přátelství a Ken odmítne Harryho rozkaz vyplnit. Aby potrestal své zabijáky, musí Harry do Brugg vyrazit sám.

## Hrají
| Herec                | Role                            |
| -------------------- | ------------------------------- |
| Colin Farrell        | Ray, nájemný zabiják            |
| Brendan Gleeson      | Ken, nájemný zabiják            |
| Ralph Fiennes        | Harry, mafiánský boss           |
| Clémence Poésy       | Chlöe, belgická dívka           |
| Jordan Prentice      | lilipután Jimmy, americký herec |
| Thekla Reuten        | Marie, těhotná majitelka hotelu |
| Jérémie Renier       | Chloëin expřítel                |
| Eric Godon           | Rus Yuri                        |
| Anna Madeley         | Denise, nizozemská prostitutka  |
| Elizabeth Berrington | Natalie, Harryho manželka       |
| Željko Ivanek        | kanadský turista                |
| Olivier Bonjour      | filmový režisér                 |

## Ocenění a nominace
Snímek získal celkem 13 ocenění a na dalších 31 byl nominován.
Vítěz cen BAFTA (British Academy Film Awards) a BIFA (British Independent Film Awards) za nejlepší scénář (Martin McDonagh), New York Film Critics Online za nejlepší režisérský debut, Zlatý glóbus za nejlepší herecký výkon (Colin Farrell), Golden Trailer Award za nejoriginálnější trailer, tří ocenění Phoenix Film Critics Society, Boston Society of Film Critics, Detroit Film Critics Society, Florida Film Critics Circle, Edgar Allan Poe Award, Evening Standard British Film Award, Irish Film and Television Award.
Nominován mj. na Cenu Akademie (Oscar) za nejlepší původní scénář, na několik dalších cen BIFA, BAFTA a Golden Reel Awards, Satellite Award, Online Film Critics Society Awards a řadu dalších.

## Kritika
Snímek byl přijat kritiky poměrně kladně. Na webu Rotten Tomatoes má hodnocení 80% od celkově 151 hlasujících. Filmový kritik Roger Ebert z Chicago Sun-Times ohodnotil film čtyřmi hvězdičkami ze čtyř možných a komentoval ho slovy: "Filmový debut divadelního režiséra a scenáristy Martina McDonagha je nekonečně překvapující, velice temná, lidská komedie se zápletkou, již nelze předvídat, ale pouze vychutnávat. Vytvořil tak skutečně mimořádný film." Objevila se však i méně pozitivní hodnocení, například Jamese Berardinelliho, který se na webu Reelviews k filmu vyjádřil následovně: "Sice lze najít potěšení při sledování filmu V Bruggách - zejména během prvních 75 minut - kvůli jeho odrazujícímu vrcholu a závěru ho ale mohu jen těžko doporučit."

## Zajímavosti
Pro vytvoření správné atmosféry zůstaly v Bruggách vánoční dekorace až do konce března. Obyvatele města o tom informovala samotná městská rada.
Vulgární slovo fuck a jeho odvozeniny se ve 106 minutách filmu objeví celkem 126krát. To je průměrně 1,18 za minutu.
Film, na který se Ken dívá v hotelovém pokoje při čekání na druhý Harryho telefonát, je Dotek zla (1958) režiséra Orsona Wellese.
Scéna, ve které jsou Ray a Ken uvnitř Baziliky svaté Krve, je ve skutečnosti natočena v Jeruzalémském kostele v Bruggách, ačkoli pověst o relikvii je přesná.
Ve filmu se objevují celkem čtyři herci, kteří hráli i v sérii filmů o Harrym Potterovi. Jedná se o Ralpha Fiennese, Brendona Gleesona, Clémence Poésy a Ciarána Hindse. Fiennes, Gleeson a Poesy hráli všichni ve filmu Harry Potter a Ohnivý pohár, ačkoliv spolu neměli žádný dialog.
V jedné scéně Ray (Colin Farrell) vystřelí slepý náboj do oka Chloeina expřítele a tím ho oslepí. Ve filmu Tábor tygrů (2000) Farrellova postava vystřelí slepý náboj do oka jednoho muže, ale neoslepí ho tím.
Ken varuje Raye skokem z věže Belfried, ve skutečnosti jsou ale její okna ohrazena oplocením, aby tak lidé přesně to nemohli dělat.